# Aeroportul San Ignacio de Moxos
Aeroportul San Ignacio de Moxos (IATA: SNM, ICAO: SLSM) este un aeroport din Beni, Bolivia ce deservește zona San Ignacio de Moxos⁠(d). A fost numit după zona deservită.
Situat la o altitudine de 164 m, aeroportul dispune de o singură pistă.